# 179 (عدد)
179 هو عدد صحيح. طبيعي بين 178 و180

## في الرياضيات

### خصائص
- 179عدد أولي
- 179عدد فردي
- 179عدد ناقص